# Giro del Friuli Venezia Giulia
El Giro del Friuli Venezia Giulia (oficialmente: Giro della Regione Friuli Venezia Giulia) es una carrera ciclista profesional italiana por etapas que se disputa en la región de Friuli-Venecia Julia.
Fue creada en 1962 como carrera aficionado y mantuvo ese status hasta 2004 siendo ese último año como aficionado de categoría 2.6 (máxima categoría aficionado), por ello la mayoría de sus ganadores han sido italianos. En 1976 no se disputó debido al Terremoto del Friuli de 1976. En 2006 ascendió al profesionalismo encuadrado en el UCI Europe Tour, dentro la categoría 2.2 (última categoría del profesionalismo).

## Palmarés
En amarillo: edición aficionado.
| Año       | Ganador                                             | Segundo                                             | Tercero                                             |
| --------- | --------------------------------------------------- | --------------------------------------------------- | --------------------------------------------------- |
| 1962      | Giovanni De Franceschi                              |                                                     |                                                     |
| 1963      | Felice Gimondi                                      |                                                     |                                                     |
| 1964      | Giovanni De Franceschi                              |                                                     |                                                     |
| 1965      | Marino Basso                                        |                                                     |                                                     |
| 1966      | Giuseppe Bolzan                                     |                                                     |                                                     |
| 1967      | Emilio Santantonio                                  |                                                     |                                                     |
| 1968      | Giorgio Mantovani                                   |                                                     |                                                     |
| 1969      | Alessio Peccolo                                     |                                                     |                                                     |
| 1970      | Tommaso Giroli                                      |                                                     |                                                     |
| 1971      | Giovanni Dalla Bona                                 |                                                     |                                                     |
| 1972      | Alessio Peccolo                                     |                                                     |                                                     |
| 1973      | Alfredo Chinetti                                    |                                                     |                                                     |
| 1974      | Mario Gualdi                                        |                                                     |                                                     |
| 1975      | Philip Edwards                                      |                                                     |                                                     |
| 1976      | Suspendida a causa del Terremoto del Friuli de 1976 | Suspendida a causa del Terremoto del Friuli de 1976 | Suspendida a causa del Terremoto del Friuli de 1976 |
| 1977      | Claudio Corti                                       |                                                     |                                                     |
| 1978      | Tullio Bertacco                                     |                                                     |                                                     |
| 1979      | Claudio Gosetto                                     |                                                     |                                                     |
| 1980      | Maurizio Piovani                                    |                                                     |                                                     |
| 1981      | Claudio Argentin                                    |                                                     |                                                     |
| 1982      | Massimo Saccani                                     |                                                     |                                                     |
| 1983      | Maurizio Bonizzatto                                 |                                                     |                                                     |
| 1984      | Claudio Chiappucci                                  |                                                     |                                                     |
| 1985      | Bruno Bulic                                         |                                                     |                                                     |
| 1986      | Federico Longo                                      |                                                     |                                                     |
| 1987      | Ivan Parolin                                        |                                                     |                                                     |
| 1988      | Gianluca Zanini                                     |                                                     |                                                     |
| 1989      | Carlo Benigni                                       |                                                     |                                                     |
| 1990      | Vincenzo Galati                                     |                                                     |                                                     |
| 1991      | Gilberto Simoni                                     |                                                     |                                                     |
| 1992      | Cristian Zanolini                                   |                                                     |                                                     |
| 1993      | Gilberto Simoni                                     |                                                     |                                                     |
| 1994      | Rudy Mosole                                         |                                                     |                                                     |
| 1995      | Marco Fincato                                       |                                                     |                                                     |
| 1996      | Rodolfo Ongarato                                    |                                                     |                                                     |
| 1997      | Rodolfo Ongarato                                    |                                                     |                                                     |
| 1998      | Danilo Di Luca                                      |                                                     |                                                     |
| 1999      | Aleksandar Nikačević                                |                                                     |                                                     |
| 2000      | Raffaele Ferrara                                    |                                                     |                                                     |
| 2001      | Ruslan Pidgornyy                                    |                                                     |                                                     |
| 2002      | Luca Solari                                         |                                                     |                                                     |
| 2003      | Ruslan Pidgornyy                                    | Alessandro Ballan                                   | Maxim Rudenko                                       |
| 2004      | Matej Mugerli                                       | Hrvoje Miholjević                                   | Paolo Bailetti                                      |
| 2005      | No se disputó                                       | No se disputó                                       | No se disputó                                       |
| 2006      | Boris Shpilevsky                                    | Gianluca Coletta                                    | Darwin Luis Urrea                                   |
| 2007      | Alexander Filipov                                   | Vladimir Kerkez                                     | Simone Stortoni                                     |
| 2008      | Hrvoje Miholjević                                   | Robert Vrečer                                       | Luca Gasparini                                      |
| 2009      | Gianluca Brambilla                                  | Pavel Kochetkov                                     | Giuseppe Pecoraro                                   |
| 2010      | Vegard Stake Laengen                                | Carlos Manarelli                                    | Matteo Busato                                       |
| 2011      | Matteo Busato                                       | Carmelo Panto                                       | Axel Domont                                         |
| 2012      | Diego Rosa                                          | Bob Jungels                                         | Edoardo Zardini                                     |
| 2013      | Jan Polanc                                          | Daniele Dall'Oste                                   | Ivan Rovny                                          |
| 2014      | Simone Antonini                                     | David Wöhrer                                        | Rasmus Quaade                                       |
| 2015      | Gaëtan Bille                                        | Stephan Rabitsch                                    | Colin Stüssi                                        |
| 2016-2017 | No se disputó                                       | No se disputó                                       | No se disputó                                       |
| 2018      | Tadej Pogačar                                       | Dmitri Sokolov                                      | Andrea Di Renzo                                     |
| 2019      | Clément Champoussin                                 | Mattia Bais                                         | Simon Pellaud                                       |
| 2020      | Andreas Leknessund                                  | Alexis Guérin                                       | Roger Adrià                                         |
| 2021      | Jonas Rapp                                          | José Félix Parra                                    | Antonio Puppio                                      |
| 2022      | Emiel Verstrynge                                    | Nicolò Buratti                                      | Davide Toneatti                                     |
| 2023      | Francesco Galimberti                                | Raffaele Mosca                                      | Owen Geleijn                                        |
| 2024      | Jørgen Nordhagen                                    | Giulio Pellizzari                                   | Pablo Torres                                        |

## Palmarés por países
| País      | Victorias |
| --------- | --------- |
| Italia    | 43        |
| Eslovenia | 3         |
| Noruega   | 3         |
| Ucrania   | 2         |
| Rusia     | 2         |
| Bélgica   | 2         |
| Serbia    | 1         |
| Croacia   | 1         |
| Francia   | 1         |
| Alemania  | 1         |